# ミヤマ
ミヤマ株式会社は、長野県長野市稲里一丁目に本社を置く総合環境企業。
近年ではエコドライブナビゲーションシステム・MHS-01を開発し、省エネ大賞・資源エネルギー庁長官賞を受賞した。

## 沿革
- 1974年（昭和49年）12月17日 - ミヤマ商事株式会社設立
- 1978年（昭和53年）11月 - ミヤマ株式会社に商号変更
- 1997年（平成9年）12月 - 長野トーシン株式会社を子会社化 → のち、1999年（平成11年）吸収合併
- 2000年（平成12年）9月 - 株式会社コーヨーラインサービスを子会社化

## エコドライブナビゲーションシステム
ミヤマ株式会社が開発したドライブナビゲーション。
各種センサーと中央演算装置により、エンジンの運転状況を即座に判断し、最も燃費のよい走行を割り出し、その結果をドライバーへ伝える。この技術の開発の結果、従来のようにハードウェア面で燃費を向上させるのではなく、運転する人間、すなわちソフトウェア面での燃費の向上が行えるようになった。ドライバーの運転をナビゲートする革新的技術。
なお、現在発売中のMHS-03DTにはデジタコ機能が付加されている。